# Campionati europei di atletica leggera 2018 - 100 metri piani maschili
I 100 metri piani maschili ai campionati europei di atletica leggera 2018 si sono svolti tra il 6 ed il 7 agosto 2018.

## Podio
| Oro     | Zharnel Hughes Gran Bretagna |
| Argento | Reece Prescod Gran Bretagna  |
| Bronzo  | Jak Ali Harvey Turchia       |

## Record
Prima di questa competizione, il record del mondo (RM), il record europeo (EU) ed il record dei campionati (RC) erano i seguenti:
| Record                | Prestazione | Atleta                      | Data                             | Competizione                                |
| --------------------- | ----------- | --------------------------- | -------------------------------- | ------------------------------------------- |
| Record mondiale       | 9"58        | Usain Bolt Giamaica         | 16 agosto 2009 Berlino, Germania | Campionati del mondo 2009                   |
| Record europeo        | 9"86        | Francis Obikwelu Portogallo | 22 agosto 2004 Atene, Grecia     | Giochi della XVIII Olimpiade                |
| Record europeo        | 9"86        | Jimmy Vicaut Francia        | 4 luglio 2015 Saint-Denis        | Meeting Areva, Diamond League               |
| Record dei campionati | 9"99        | Francis Obikwelu Portogallo | 8 agosto 2006 Göteborg, Svezia   | Campionati europei di atletica leggera 2006 |

## Programma
| Data          | Ora   | Turno      |
| ------------- | ----- | ---------- |
| 6 agosto 2018 | 16:30 | 1º turno   |
| 7 agosto 2018 | 19:25 | Semifinali |
| 7 agosto 2018 | 21:50 | Finale     |

## Risultati

### 1º turno
Passano alle semifinali i primi due atleti di ogni batteria (Q) e i cinque atleti con i migliori tempi tra gli esclusi (q).

#### Batteria 1
| Posizione | Corsia | Nome                   | Nazionalità | Tempo           | Note |
| --------- | ------ | ---------------------- | ----------- | --------------- | ---- |
| 1         | 2      | Churandy Martina       | Paesi Bassi | 10"24           | Q    |
| 2         | 8      | Ján Volko              | Slovacchia  | 10"32           | Q    |
| 3         | 6      | Dominik Kopeć          | Polonia     | 10"37           | q    |
| 4         | 4      | Denis Dimitrov         | Bulgaria    | 10"45           |      |
| 5         | 7      | Ángel David Rodriguez  | Spagna      | 10"55           |      |
| 6         | 1      | Markus Fuchs           | Austria     | 10"57           |      |
| 7         | 5      | Erik Hagberg           | Svezia      | 10"69           |      |
| 8         | 3      | Ioan Andrei Melnicescu | Romania     | 10"88           |      |
|           |        |                        |             | Vento: -0,2 m/s |      |

#### Batteria 2
| Posizione | Corsia | Nome                   | Nazionalità | Tempo           | Note |
| --------- | ------ | ---------------------- | ----------- | --------------- | ---- |
| 1         | 5      | Yazaldes Nascimento    | Portogallo  | 10"33           | Q    |
| 2         | 6      | Julian Reus            | Germania    | 10"37           | Q    |
| 3         | 8      | Ioánnis Nifadopoulos   | Grecia      | 10"44           |      |
| 4         | 1      | Aitor Same Ekobo       | Spagna      | 10"51           |      |
| 5         | 7      | Jan Veleba             | Rep. Ceca   | 10"52           |      |
| 6         | 2      | Przemyslaw Slowikowski | Polonia     | 10"54           |      |
| 7         | 3      | Florian Clivaz         | Svizzera    | 10"57           |      |
| 8         | 4      | Enrik Larsson          | Svezia      | 10"62           |      |
|           |        |                        |             | Vento: +0,1 m/s |      |

#### Batteria 3
| Posizione | Corsia | Nome                | Nazionalità | Tempo           | Note |
| --------- | ------ | ------------------- | ----------- | --------------- | ---- |
| 1         | 1      | Alex Wilson         | Svizzera    | 10"32           | Q    |
| 2         | 3      | Christopher Garia   | Paesi Bassi | 10"35           | Q    |
| 3         | 4      | José Lopes          | Portogallo  | 10"38           | q    |
| 4         | 8      | Zdenek Stromšík     | Rep. Ceca   | 10"39           | q    |
| 5         | 6      | Kevin Kranz         | Germania    | 10"41           |      |
| 6         | 7      | Remigiusz Olszewski | Polonia     | 10"44           |      |
| 7         | 2      | Šimon Bujna         | Slovacchia  | 10"53           |      |
| 8         | 5      | Petar Peev          | Bulgaria    | 10"75           |      |
|           |        |                     |             | Vento: +0,2 m/s |      |

#### Batteria 4
| Posizione | Corsia | Nome                | Nazionalità | Tempo           | Note |
| --------- | ------ | ------------------- | ----------- | --------------- | ---- |
| 1         | 7      | Jonathan Quarcoo    | Norvegia    | 10"37           | Q    |
| 2         | 4      | Lucas Jakubczyk     | Germania    | 10"41           | Q    |
| 3         | 6      | Marvin René         | Francia     | 10"47           |      |
| 4         | 8      | Dennis Leal         | Svezia      | 10"51           |      |
| 5         | 5      | Joris van Gool      | Paesi Bassi | 10"52           |      |
| 6         | 1      | Patrick Chidenu Ike | Spagna      | 10"54           |      |
| 7         | 3      | Dominik Záleský     | Rep. Ceca   | 10"55           |      |
| 8         | 2      | Ionut Andrei Neagoe | Romania     | 10"56           |      |
|           |        |                     |             | Vento: -0,3 m/s |      |

#### Batteria 5
| Posizione | Corsia | Nome               | Nazionalità | Tempo           | Note |
| --------- | ------ | ------------------ | ----------- | --------------- | ---- |
| 1         | 4      | Silvan Wicki       | Svizzera    | 10"28           | Q    |
| 2         | 8      | Carlos Nascimento  | Portogallo  | 10"33           | Q    |
| 3         | 6      | Hensley Paulina    | Paesi Bassi | 10"34           | q    |
| 4         | 7      | Federico Cattaneo  | Italia      | 10"39           | q    |
| 5         | 2      | Yigitcan Hekimoglu | Turchia     | 10"40           |      |
| 6         | 5      | Oleksandr Sokolov  | Ucraina     | 10"43           |      |
| 7         | 3      | Dániel Szabo       | Ungheria    | 10"64           |      |
|           |        |                    |             | Vento: +0,4 m/s |      |

### Semifinali
Oltre ai quindici atleti qualificatisi nel primo turno, accedono direttamente alle semifinali i nove atleti che avevano il miglior ranking europeo prima della manifestazione. Questi atleti sono: Zharnel Hughes, Jimmy Vicaut, Filippo Tortu, Jak Ali Harvey, Reece Prescod, Chijindu Ujah, Emre Zafer Barnes, Lamont Marcell Jacobs e Amaury Golitin. Inoltre, passano alla finale i primi due atleti di ogni batteria (Q) e i due atleti con i migliori tempi tra gli esclusi (q).

#### Semifinale 1
| Posizione | Corsia | Nome              | Nazionalità   | Tempo           | Note |
| --------- | ------ | ----------------- | ------------- | --------------- | ---- |
| 1         | 4      | Jimmy Vicaut      | Francia       | 9"97            | Q    |
| 2         | 6      | Reece Prescod     | Gran Bretagna | 10"10           | Q    |
| 3         | 8      | Churandy Martina  | Paesi Bassi   | 10"18           | q    |
| 4         | 5      | Emre Zafer Barnes | Turchia       | 10"21           | q    |
| 5         | 1      | Dominik Kopeć     | Polonia       | 10"29           |      |
| 6         | 3      | Carlos Nascimento | Portogallo    | 10"31           |      |
| 7         | 2      | Federico Cattaneo | Italia        | 10"39           |      |
| 8         | 7      | Silvan Wicki      | Svizzera      | 10"49           |      |
|           |        |                   |               | Vento: +0,4 m/s |      |

#### Semifinale 2
| Posizione | Corsia | Nome                | Nazionalità   | Tempo           | Note                                     |
| --------- | ------ | ------------------- | ------------- | --------------- | ---------------------------------------- |
| 1         | 5      | Zharnel Hughes      | Gran Bretagna | 10"01           | Q                                        |
| 2         | 3      | Jak Ali Harvey      | Turchia       | 10"09           | Q                                        |
| 3         | 2      | Yazaldes Nascimento | Portogallo    | 10"22           | Miglior prestazione personale stagionale |
| 4         | 4      | Marcell Jacobs      | Italia        | 10"28           |                                          |
| 5         | 6      | Ján Volko           | Slovacchia    | 10"31           |                                          |
| 6         | 8      | Lucas Jakubczyk     | Germania      | 10"32           |                                          |
| 7         | 7      | Zdenek Stromšík     | Rep. Ceca     | 10"37           |                                          |
| 8         | 1      | Hensley Paulina     | Paesi Bassi   | 10"38           |                                          |
|           |        |                     |               | Vento: +0,6 m/s |                                          |

#### Semifinale 3
| Posizione | Corsia | Nome              | Nazionalità   | Tempo           | Note |
| --------- | ------ | ----------------- | ------------- | --------------- | ---- |
| 1         | 5      | Filippo Tortu     | Italia        | 10"12           | Q    |
| 2         | 3      | Chijindu Ujah     | Gran Bretagna | 10"14           | Q    |
| 3         | 2      | Alex Wilson       | Svizzera      | 10"22           |      |
| 4         | 4      | Christopher Garia | Paesi Bassi   | 10"31           |      |
| 5         | 6      | Julian Reus       | Germania      | 10"37           |      |
| 6         | 8      | José Lopes        | Portogallo    | 10"40           |      |
| 7         | 7      | Jonathan Quarcoo  | Norvegia      | 10"45           |      |
| 8         | 1      | Amaury Golitin    | Francia       | 10"55           |      |
|           |        |                   |               | Vento: +0,2 m/s |      |

### Finale
| Pos. | Corsia | Nome              | Nazionalità   | Tempo          | Note                                     |
| ---- | ------ | ----------------- | ------------- | -------------- | ---------------------------------------- |
|      | 5      | Zharnel Hughes    | Gran Bretagna | 9"95           | Record dei campionati                    |
|      | 7      | Reece Prescod     | Gran Bretagna | 9"96           | Miglior prestazione nazionale under 23   |
|      | 3      | Jak Ali Harvey    | Turchia       | 10"01          |                                          |
| 4    | 8      | Chijindu Ujah     | Gran Bretagna | 10"06          | Miglior prestazione personale stagionale |
| 5    | 6      | Filippo Tortu     | Italia        | 10"08          |                                          |
| 6    | 2      | Churandy Martina  | Paesi Bassi   | 10"16          | Miglior prestazione personale stagionale |
| 7    | 1      | Emre Zafer Barnes | Turchia       | 10"29          |                                          |
| -    | 4      | Jimmy Vicaut      | Francia       | dns            |                                          |
|      |        |                   |               | Vento: 0,0 m/s |                                          |